# Juraj Amšel

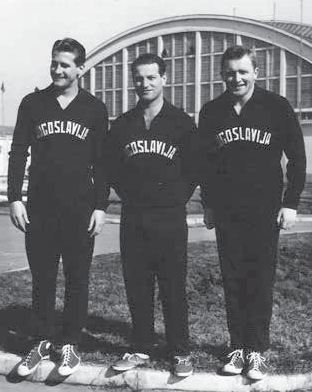
Von links nach rechts: Marijan Žužej, Juraj Amšel und Zdravko Ježić 1956 in Bukarest

Juraj Amšel (* 17. Dezember 1924 in Zagreb; † 7. August 1988 ebenda) war ein jugoslawischer Wasserballspieler.

## Karriere
Juraj Amšel nahm er mit der jugoslawischen Nationalmannschaft an den Olympischen Spielen 1948 in London teil. Er wurde in drei Spielen eingesetzt, in einem Spiel hütete Zdravko Kovačić das Tor. Die jugoslawische Mannschaft belegte am Ende den neunten Platz.
In den nächsten Jahren war Zdravko Kovačić unumstrittener Stammtorhüter beim Gewinn der olympischen Silbermedaillen 1952 in Helsinki sowie 1956 in Melbourne. Bei den Wasserball-Europameisterschaften gewann das Nationalteam 1950 Bronze und 1954 Silber. Juraj Amšel war bei diesen Turnieren als Ersatztorhüter dabei, wurde aber in der Regel nicht eingesetzt.